# Karl Duncker (Verleger)

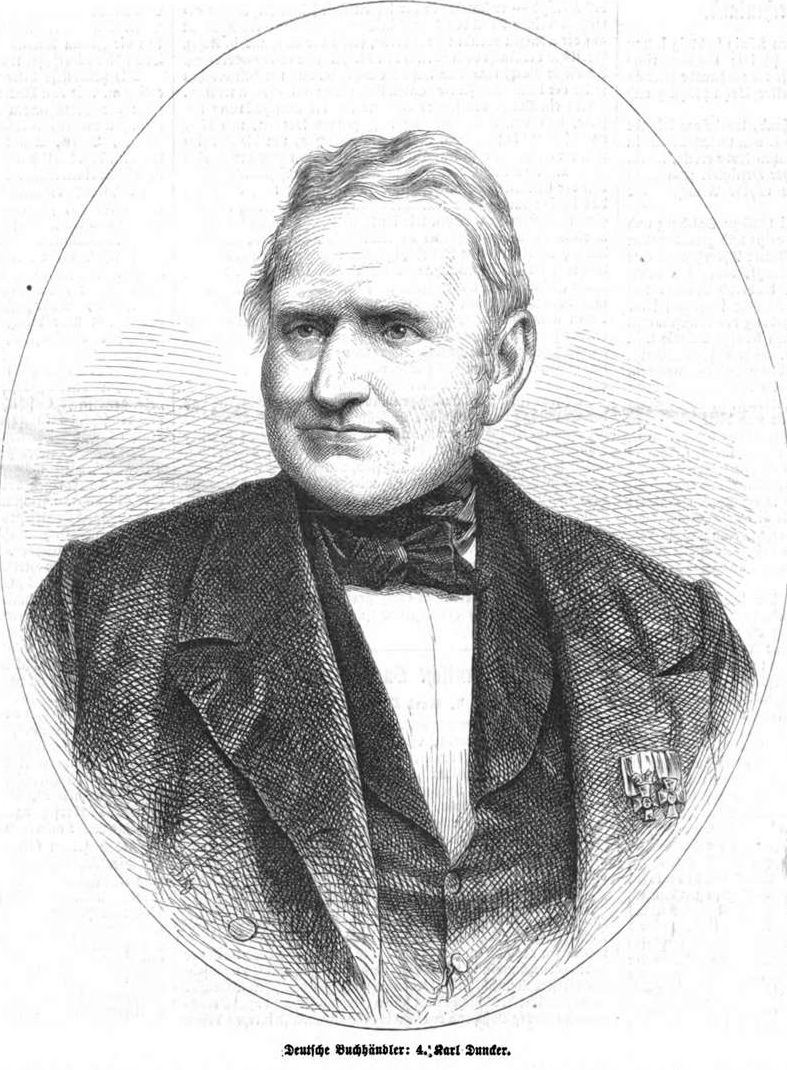
Carl Friedrich Wilhelm Duncker, 1867

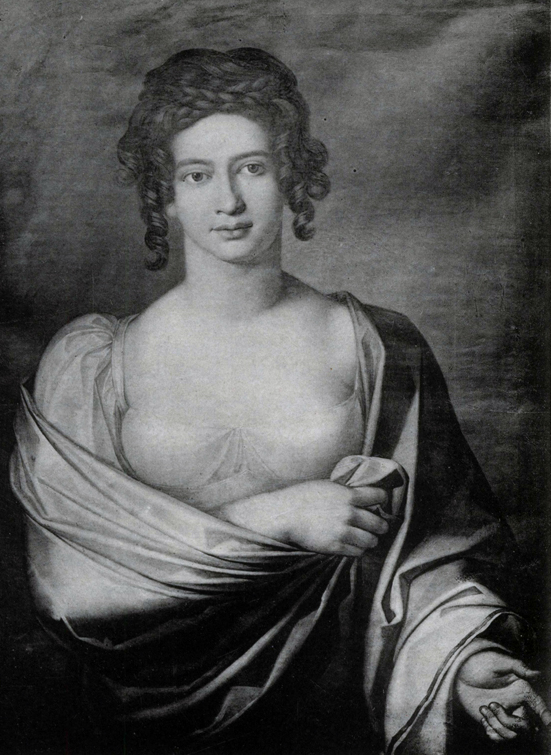
Dunckers Ehefrau Fanny

Karl Friedrich Wilhelm Duncker, auch Carl Duncker (* 25. März 1781 in Berlin; † 15. Juli 1869 ebenda) war ein deutscher Verleger.

## Leben
Dunckers Vater war der Kaufmann Christian Wilhelm Duncker. Seine Mutter war Charlotte (geb. Adolphie). Er selbst heiratete 1810 Fanny Auguste Babett Levy (1791–1869), eine Tochter des Bankiers und Heereslieferanten Wolff Levy, der 1810 den Nachnamen Delmar annahm. Ihre Söhne waren unter anderem der Historiker Maximilian Duncker, der Verleger Alexander Duncker, der Berliner Bürgermeister Hermann Duncker und der Verleger und Politiker Franz Duncker.

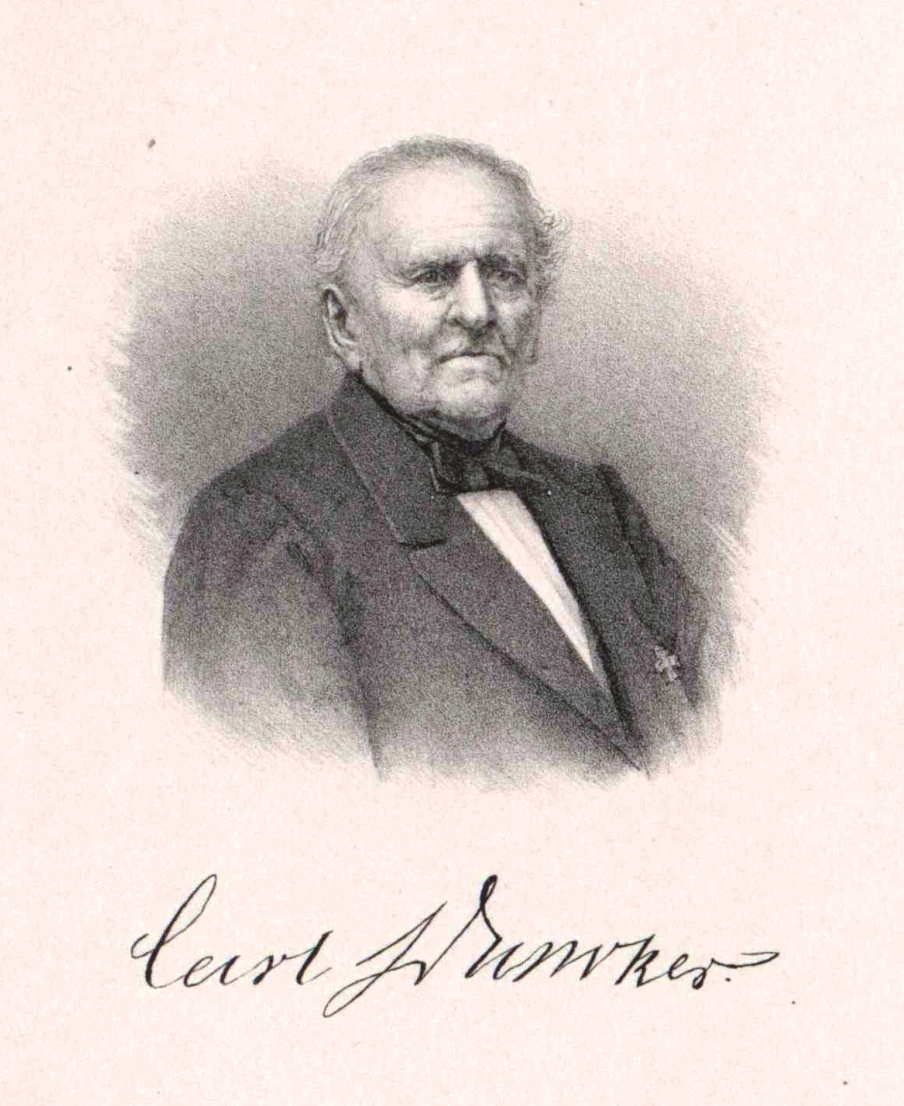
Altersbildnis Duncker

Nach einem kurzen Besuch des Köllnischen Gymnasiums in Berlin wechselte Duncker auf eine Handelsschule und absolvierte eine kaufmännische Ausbildung. Von 1800 bis 1805 machte er zudem eine Buchhändlerlehre in Leipzig. Im Jahr 1806 trat er in die Verlagsbuchhandlung von Heinrich Frölich ein. Nach dessen Tod einige Wochen später übernahm Duncker die Leitung des Betriebs. Im Jahr 1809 kaufte er zusammen mit Peter Humblot das Unternehmen, das seither unter dem Namen Duncker & Humblot firmierte. Seit dem Tod des Partners im Jahr 1828 war Duncker Alleininhaber.
Zu den ersten Autoren zählten u. a. Johann Wolfgang von Goethe, E. T. A. Hoffmann und Friedrich de La Motte Fouqué. Aber Duncker konzentrierte, wie schon Frölich zuvor, das Verlagsgeschäft auf wissenschaftliche Werke. Insbesondere verlegte er Vertreter der neuen quellenkritischen Richtung der Geschichtsschreibung. So wechselte Leopold von Ranke von einem anderen Verleger zu Duncker & Humblot. Duncker verlegte seit 1862 auch die Jahrbücher der Deutschen Geschichte. Außerdem gab er seit 1832 sämtliche Werke von Georg Wilhelm Friedrich Hegel heraus. Auch die Litterarische Zeitung (1834–1845) sowie die Jahrbücher für wissenschaftliche Kritik erschienen bei Duncker.
Duncker war seit 1824 Mitglied im Vorstand des Börsenvereins der deutschen Buchhändler. Zwischen 1828 und 1831 war er Vorsitzender der Organisation. Außerdem war er über fünfzehn Jahre Stadtverordneter in Berlin und von Mai bis November 1848 Abgeordneter der Preußischen Nationalversammlung.
Carl Friedrich Wilhelm Duncker starb 1869 im Alter von 88 Jahren in Berlin und wurde auf dem Friedhof III der Jerusalems- und Neuen Kirche vor dem Halleschen Tor beigesetzt. Das Grab ist nicht erhalten. Am Sockel des Grabes seines Sohnes Franz Duncker auf dem benachbarten Friedhof I der Jerusalems- und Neuen Kirche befindet sich eine kleine Inschriftentafel, die an ihn erinnert.
Der Verlag wurde unter Beibehaltung des Namens „Duncker und Humblot“ zum 1. Januar 1869 an den Leipziger Verleger Carl Geibel verkauft.